# ساندرا چکارلی
ساندرا چکارلی (انگلیسی: Sandra Ceccarelli؛ زادهٔ ۳ ژوئیهٔ ۱۹۶۷) بازیگر اهل ایتالیا است. وی از سال ۱۹۸۵ میلادی تاکنون مشغول فعالیت بوده‌است.
از فیلم‌ها یا برنامه‌های تلویزیونی که وی در آن نقش داشته است، می‌توان به فریب، کلیمت، لیبرتاس، نور چشمانم و شیاطین سن پترزبورگ اشاره کرد. چکارلی در سال ۲۰۰۲ برنده روبان نقره‌ای بهترین بازیگر نقش مکمل زن شده است.